# 足名椎與手名椎
足名椎與手名椎（アシナヅチ、テナヅチ）乃《古事記》之記述，《日本書紀》寫作腳摩乳與手摩乳，祂們是日本神話建速須佐之男命斬殺八岐大蛇故事裡的夫婦，也是櫛名田比賣（《日本書紀》寫成奇稻田姬）的雙親。

## 概要

### 日本書紀之記載
根據《日本書紀》卷第一之記錄，被八百萬眾神放逐的素戔嗚尊下降至出雲國簸之川，聽聞哭聲來自一對老公婆與少女，便問其委。老翁自稱腳摩乳、妻手摩乳，本有八個女兒，但年年被八岐大蛇所吞，如今只剩小女兒奇稻田姬。素戔嗚尊問是否願意將該女許配給他，老夫婦點頭答應，於是前者化奇稻田姬為湯津爪櫛而插於髮髻，並命老夫婦釀酒，置於八口槽內。後來出現一條頭、尾各有八岐的大蛇，眼如赤酸醬，松柏生於背上，而蔓延於八丘、八谷之間。八岐大蛇之八首見酒而飲，酒醉而睡，於是素戔嗚尊手持十握劍斬蛇。割裂其尾時發現了草薙劍，上獻給天神。後來素戔嗚尊在出雲覓地建宮，讓奇稻田姬居住，並歌頌曰：「八層雲出，出雲國中八重垣，為使吾妻居於此，故建八重垣，在此八重垣之中。」二人後來生下大己貴神，並命腳摩乳、手摩乳為宮殿總管，賜號二神曰「稻田宮主神」。
不過，次段之第二個說法則謂老翁名喚腳摩手摩，其妻名喚稻田宮主簀狹之八箇耳，素戔嗚尊亦叫他們釀酒八甕，替他們斬殺八岐大蛇，斬至尾部時取出草薙劍，此劍今在尾張國吾湯市村，即熱田祝部所掌之神。後來老嫗稻田宮主簀狹之八箇耳產下真髮觸奇稻田媛，素戔嗚尊遂納為妃，所生之六世孫為大己貴命。第三個說法提到素戔嗚尊欲娶奇稻田媛，但腳摩乳、手摩乳要求先除去八岐大蛇。素戔嗚尊遂以蛇韓鋤之劍砍殺，於其尾部獲得草薙劍，今在尾張國；至於斷蛇之劍，則在吉備神部許（今奈良縣天理市石上神宮）。 

### 古事記之記載
《古事記》上卷記載的橋段和《日本書紀》近似，建速須佐之男命被高天原八百萬眾神放逐後，下降至出雲國肥河上游，見到大山津見神之子足名椎、其妻手名椎、其女櫛名田比賣等三人相擁而泣。問明原委，才知此對夫婦原有八個女兒，但高志之八岐大蛇年年來犯，每年吃掉一個女兒，只剩一個櫛名田比賣而已。須佐之男詢問八岐大蛇的長相，老翁答曰：「這隻怪物的眼睛赤紅若酸醬，身體有八頭、八尾，身上有檜木、杉樹、藤蔓併生，長度谿八谷峽八尾，腹部悉常血爛。」。
須佐之男要求老夫婦將女兒許配給他，足名椎與手名椎聽聞他是天照大神之弟，欣然同意。於是須佐之男將櫛名田比賣變成櫛插在自己頭上，並請老夫婦釀製八鹽折酒，砌築一迴牆，牆上開八個門，每扇門掛一個架子置放酒杯，然後斟滿八鹽折酒。足名椎與手名椎聽從他的指示進行，等待八岐大蛇到來。
斬殺八岐大蛇後，須佐之男即將與將櫛名田比賣結婚，在出雲尋找新居住所。到達須賀時便說：「此地使我心裡舒暢！」在須賀建築新宮時，見到雲朵冉冉上升，詠歌曰：「八層雲出，出雲國中八重垣，為使吾妻居於此，故建八重垣，在此八重垣之中。」須佐之男任命其岳父足名椎為宮殿總管，並賜名號「稻田宮主須賀之八耳神」。

## 解說
關於神名的由來，歷來出現許多種說法：
- 「名」在日語裡可寫成「撫づ」，「撫摸」之意；而「椎（チ）」為精靈之意。所以，此神名表現出雙親對女兒的疼愛，慈祥地撫摸之貌。
- 「腳摩（アシナ）」可寫成「淺稻（あさいね）」，也就是稻穀晚熟之意；相對而言「手摩（テナ）」則寫成「速稻（といな）」，稻穀早熟之意。提出此見解的用意乃因其女兒名喚「奇稻田姬」（《日本書紀》之記載），所以跟稻榖相關。
- 二神之名乃「畔（日語發音為あ）椎」、「田（日語發音為た）椎」，而畔、田二字皆與「稻田」（也就是奇稻田姬）關聯。
- 古日語中將蛟（一種大蛇）訓讀成，故「椎（ヅチ）」乃指大蛇。因此這二神的名字可解讀成「無腳之蛇」、「無手之蛇」，與日本的蛇神造型不謀而合[1]。

《記紀》二書提到素戔嗚尊建造的宮殿即是位於島根縣出雲市的須佐神社，歷代以來該神社之神職人員皆由稻田氏一族（後來改稱須佐氏）擔任。他們自稱為大國主神後裔，迄2010年止已繁衍至第78代子孫。

### 與荒吐神的關係
位於琦玉縣的冰川神社，歷來之神職由物部氏擔任。該社本殿右側之門客人神社據說原名為「荒脛巾社」，而「荒脛巾（アラハバキ）」即為謎樣的荒吐神。不知何故，目前該社共奉祀荒吐神、足名椎與手名椎等三神。原來該氏族的祀神為具備蛇神、水神和雷神等神格的大物主神，且該氏族之聖地為大阪市天王寺區的四天王寺，其舊名曰「荒墓邑」、山號「荒陵山」，留下信仰荒吐神的殘跡，因此出現了大物主神等於荒吐神的說法。

## 信仰
在日本主祭足名椎與手名椎的神社除了各地的須佐神社外，另計有下述：
- 熊野大社之稻田神社（島根縣松江市八雲町）
- 廣峰神社（兵庫縣姬路市）
- 川越冰川神社（埼玉縣川越市）
- 足王神社（岡山縣赤磐市）
- 大乃己所神社（三重縣津市）

## 內部連結
- 櫛名田比賣
- 素戔嗚尊
- 八岐大蛇
- 天叢雲劍
- 天羽羽斬
- 手長足長

## 外部連結
- （日語）櫛名田姫神 （页面存档备份，存于）
- （日語）櫛名田比売（八俣大蛇退治神話）